# Sockelspindling
Sockelspindling (Cortinarius saporatus) är en svampart som beskrevs av Britzelm. 1897. Sockelspindling ingår i släktet Cortinarius och familjen spindlingar.  Arten är reproducerande i Sverige. Inga underarter finns listade i Catalogue of Life.